# Zimolez vonný

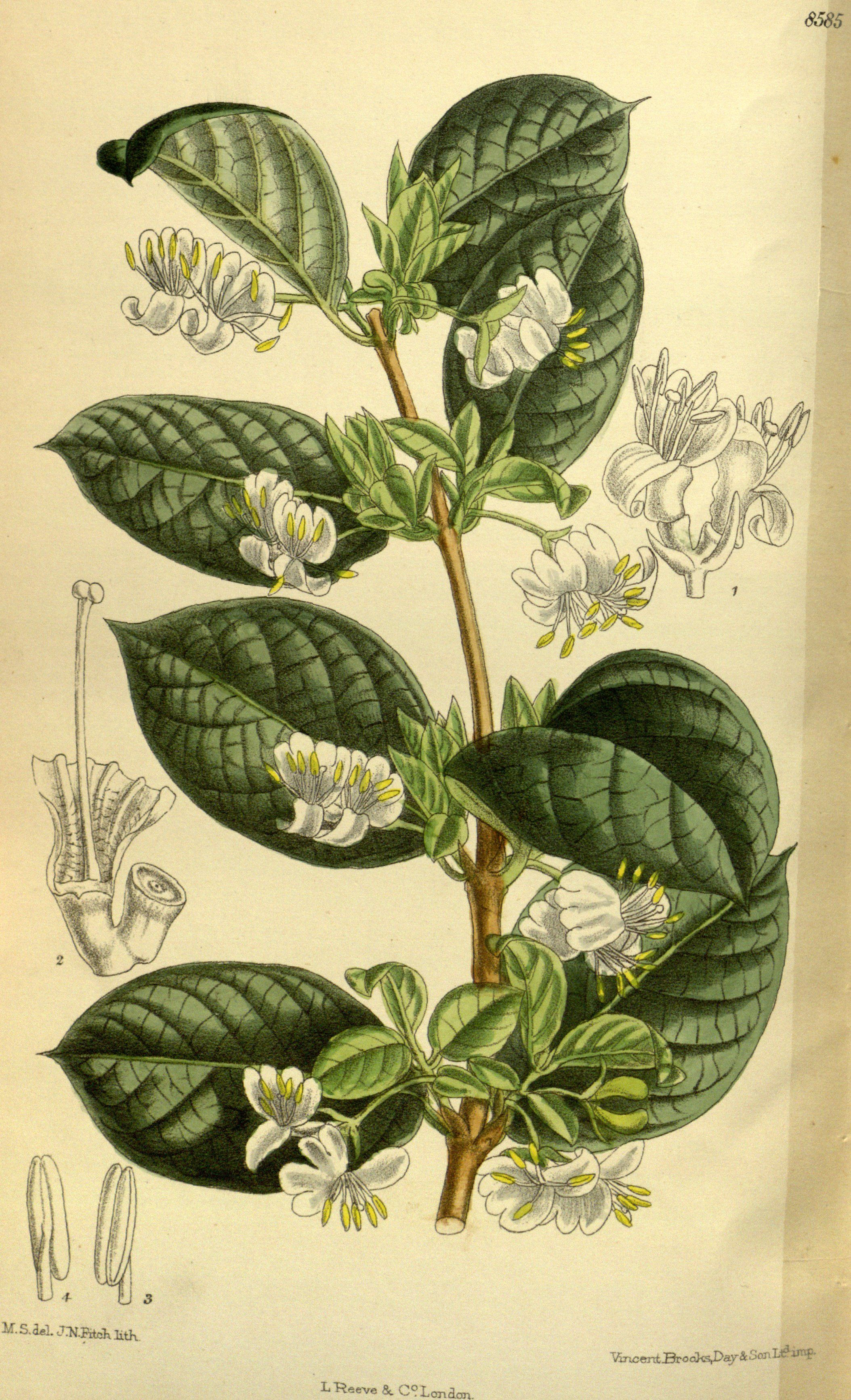
Zobrazení zimolezu vonného

Zimolez vonný (Lonicera fragrantissima) je poloopadavý nebo stálezelený (v české přírodě opadavý, v jižní Evropě stálezelený) listnatý keř vysoký okolo 2 m, který je jedním z asi 180 druhů rodu zimolez. Je obvykle pěstován jako parková dřevina pro své vonné, bělavé květy i ozdobné plody, korálově červené bobule. Jeho velkou předností je i včasné kvetení, ve střední Evropě již v době od prosince do března. Květy nebývají velké, ale tento nedostatek bývá kompenzován jejich množstvím. Bobule zůstávají na keři dlouho po uzrání, většinou je oberou ptáci.

## Rozšíření
Zimolez vonný pochází z Číny, kde je původním druhem v provinciích An-chuej, Če-ťiang, Che-nan, Che-pej, Chu-nan, Chu-pej, Kan-su, S’-čchuan, Šan-si, Šan-tung, Šen-si, Ťiang-si a Ťiang-su. Vyskytuje se tam v nadmořské výšce od 100 po 2700 m, nejčastěji jako podrost ve světlých, opadavých, listnatých lesích.
Do Anglie jej přinesl roku 1845 skotský botanik a sběratel Robert Fortune a roku 1860 již byl keř nabízen k prodeji i ve Spojených státech amerických, kde si rostlina brzy našla velmi vhodné podmínky pro růst. Stala se tam se dokonce, v oblastech od Velkých planin po Novou Anglii a směrem na jih ke státům Tennessee a Severní Karolině, invazní plevelnou rostlinou vytvářející husté nepůvodní houštiny, které omezující přirozený růst původních rostlin a semenáčů dřevin. Keř je tam na typ stanoviště poměrně tolerantní, nejčastěji se vyskytuje po okrajích lesů, na pastvinách, opuštěných polích, podél silnice a na další otevřených místech, která mohou být i ve vyšších polohách.
Na území České republiky se zimolez vonný začal pěstovat od roku 1924 a protože není příliš náročný, stal se brzy vítanou součástí mnoha botanických zahrad a okrasných parků.

## Ekologie
Fanerofyt začínající kvést před nebo současně s rašením listů, v závislosti na stanovišti a počasí již od konce prosince do začátku března. V této době jako jedna z mála dřevin poskytuje obživu opylujícímu hmyzu. Malé, krémově zbarvené květy zřídkakdy přitáhnou pozornost kolemjdoucího, ale jejich silná vůně spolehlivě provoní celou zahradu a okolí. V otevřené krajině plní i funkci úkrytů pro polní zvěř i míst vhodných k hnízdění drobného ptactva. Je považován za vhodnou dřevinu pro vytvoření vyššího živého plotu.
Dobře roste na stanovišti mírně zastíněném i slunném, při dostatku slunečního světla však intenzivněji kvete. V zahradě se pro umocnění dojmu doporučuje jako součást skupinové výsadby, která může být realizována v půdě písčité i jílovité, snáší zeminu hodně vápnitou, naopak kyselá mu neprospívá. Kvete obvykle od prosince do března, plody dozrávají v dubnu až červnu. Druh má počet chromozomů 2n = 18.

## Popis
Poloopadavý, rozkladitý, polokulovitý keř řidšího vzrůstu se silnými, šedohnědými, obloukovitými větvemi vyrůstajícími obvykle do výše 2 m. Letorosty jsou v mládí ojíněné a přitisklé chlupaté, později bývají lysé, u starších větví se kůra odděluje v nepravidelných nebo pruhovitých tenkých vrstvách. Větve jsou porostlé protilehlé vyrůstajícími tuhými listy s krátkým řapíkem. Listy mají čepel eliptickou, okrouhlou až vejčitě kopinatou, dlouhou 3 až 7 cm a širokou 1,5 až 4,5 cm, na bázi klínovitou až srdčitou, na vrcholu špičatou, svrchu tmavozelenou a naspodu modrozelenou. Na rozdíl od mnoha jiných druhů zimolezů nejsou jeho větve duté.
Vonné, oboupohlavné, pětičetné květy s kopinatými listeny se otevírají ještě před rašením listů nebo současně s nimi. Vytvářejí dvoukvětá, úžlabní, vidlanovitá květenství, jež vyrůstají z paždí listů na 0,5 cm dlouhých stopkách. Kališní trubky až 3 mm dlouhé jsou u dvou sousedních květů spolu téměř do poloviny srostlé. Koruna je dvoupyská, asi 1,5 cm dlouhá, bývá smetanově bílá až bělavě růžová. Korunní trubka dlouhá 5 mm je uvnitř pýřitá a vně lysá, její horní pysk je tvořen čtyřmi cípy asi 8 mm dlouhými a jediný spodní jazykovitý je velký asi 10 mm. Pět tyčinek s nestejně dlouhými nitkami z koruny téměř nevyčnívá. Spodní semeník je dvou až trojpouzdrý, pouzdro obsahuje tři až osm vajíček, čnělka s hlavičkovitou bliznou mírně ční z květu, semeníky sousedních květů bývají částečně srostlé. Květy jsou opylovány létajícím hmyzem slétající se pro pyl i nektar.
Plod je kulovitá až mírně eliptická, do 1 cm velká, krvavě červená bobule, která obsahuje několik 3 mm velkých, hnědých semen, jež jsou eliptická a slabě zploštělá. Plody dozrávají na rozhraní konce jara a počátku léta, pro lidskou konzumaci nejsou vhodné. Pokud je neoberou ptáci zůstávají na keři do zimy. O přirozené šíření semen po krajině se přičiňují ptáci a drobní savci.

## Rozmnožování
Zimolez vonný se může množit semeny, která jsou vysévána po sklizni v srpnu až září, hned po vymytí z plodů, nebo po zimní stratifikaci následným rokem. Semena vyklíčí obvykle za dva až tři týdny, ve věku jednoho roku bývají semenáče vysoké 15 až 30 cm, potomstvo však nebývá vyrovnané. Semena zůstávají po dva roky klíčivá asi ze 40 %. Úspěšné bývá také řízkování, kdy se v červnu až srpnu sázejí do stále vlhké půdy mladé, ale už vyzrálé větvičky s patkou starého dřeva. Umísťují se na dobu 1 měsíce do foliových krytů, kde zakoření a přežijí první zimu.

## Křížení
Rostlina se snadno kříží s jinými druhy a proto se doporučuje vysévat semena pouze z izolovaně rostoucích jedinců. Lehce se zkříží s v blízkosti rostoucím vždyzeleným zimolezem Standisha (Lonicera standishii), kteří spolu vytvářejí křížence zimolez Purpusův (Lonicera × purpusii).

## Galerie

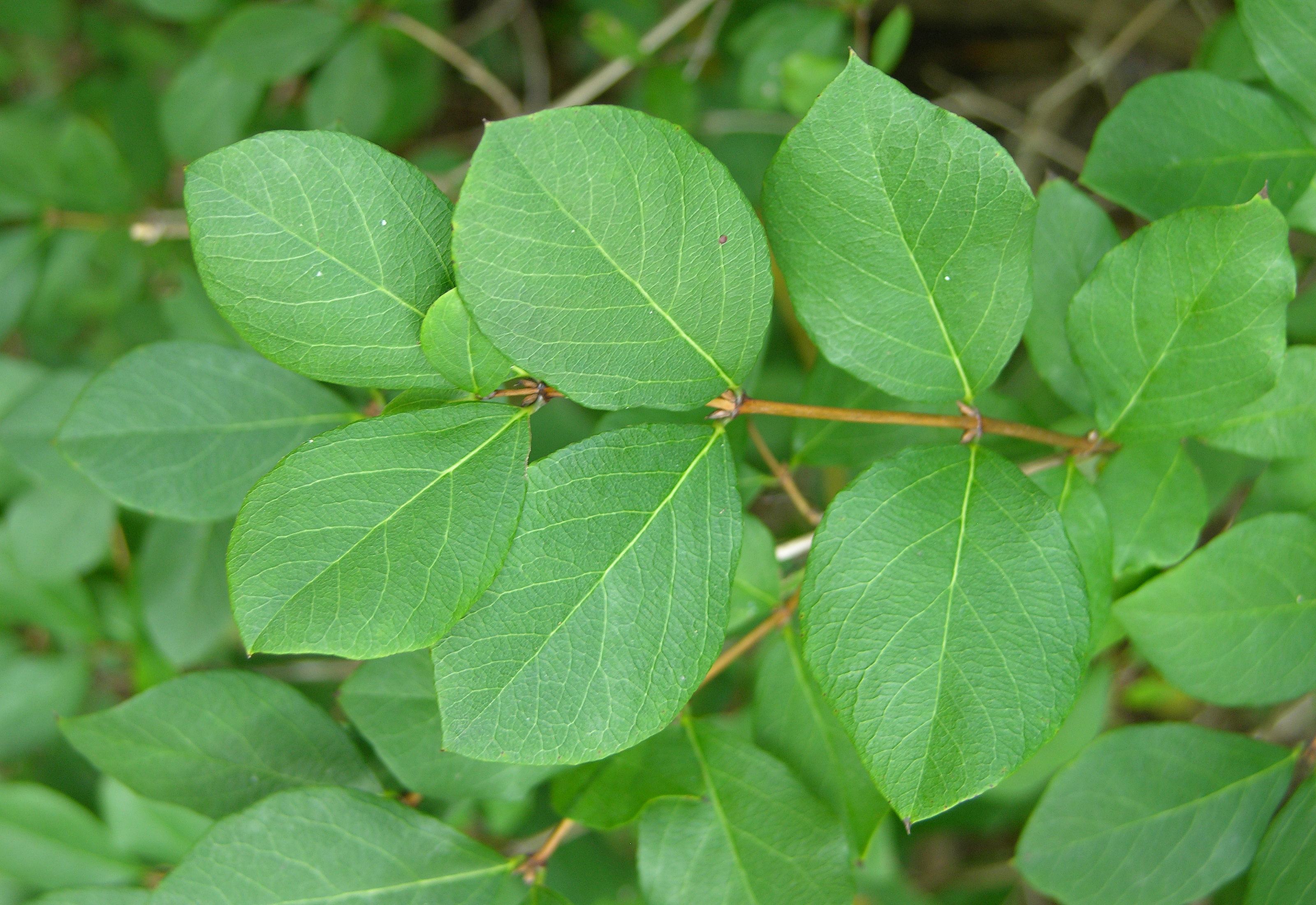
Listy
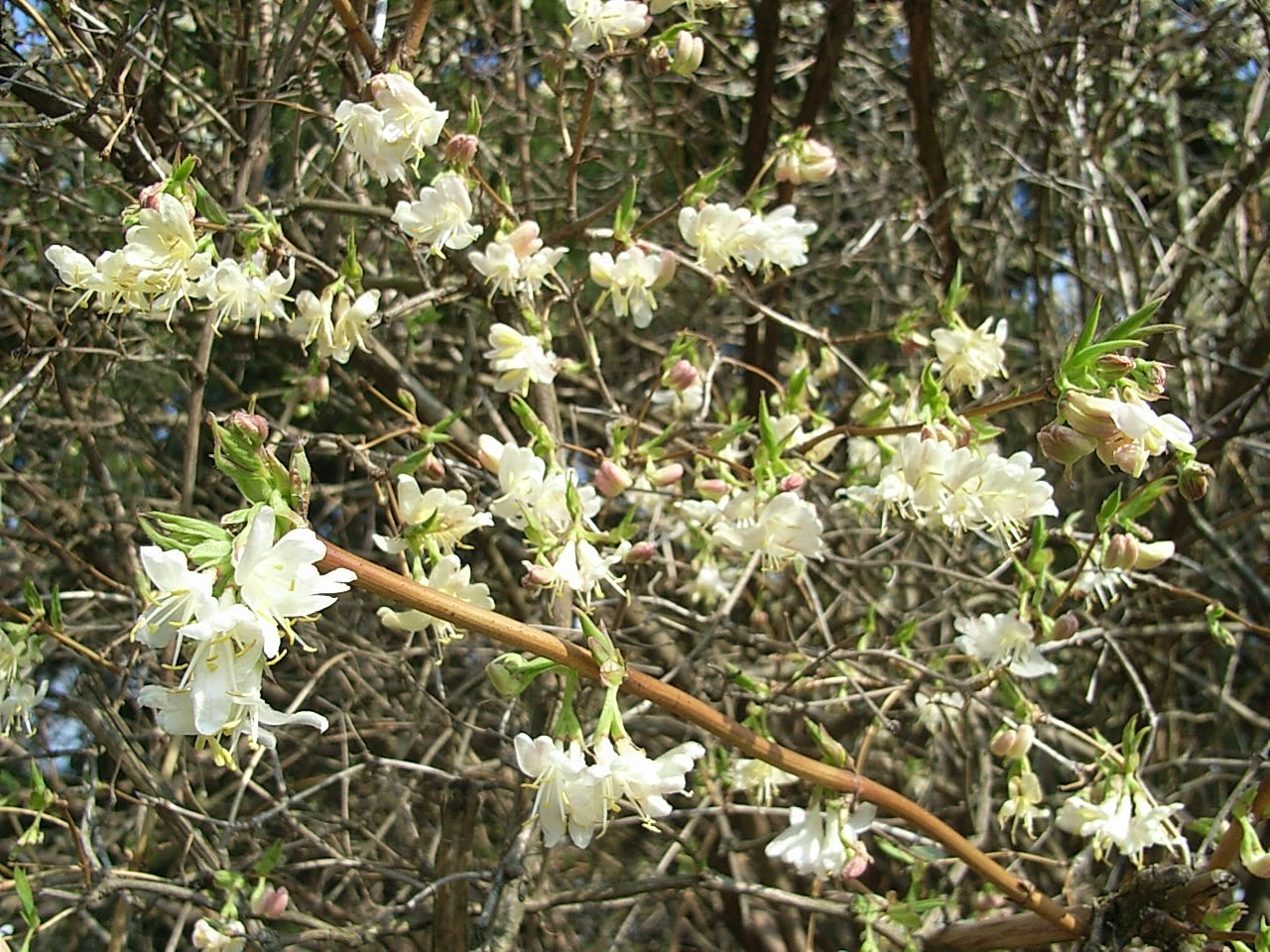
Rozkvetlý keř před olistěním
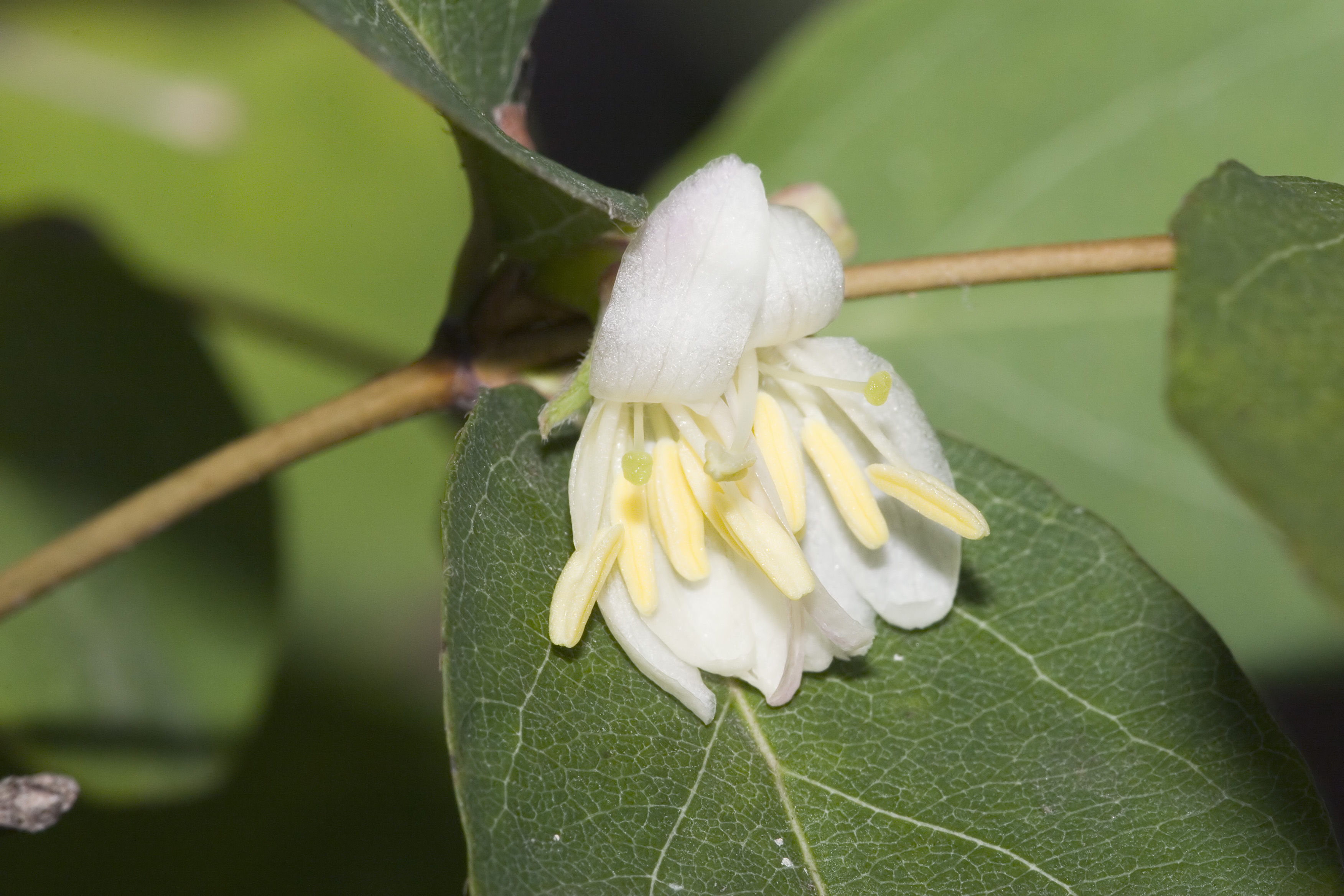
Květ
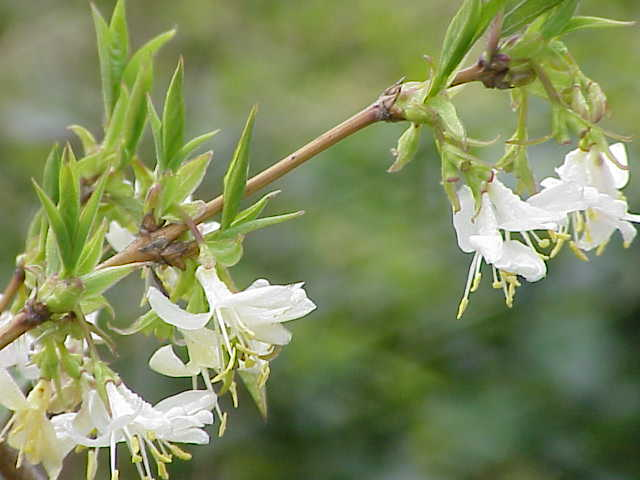
Květenství
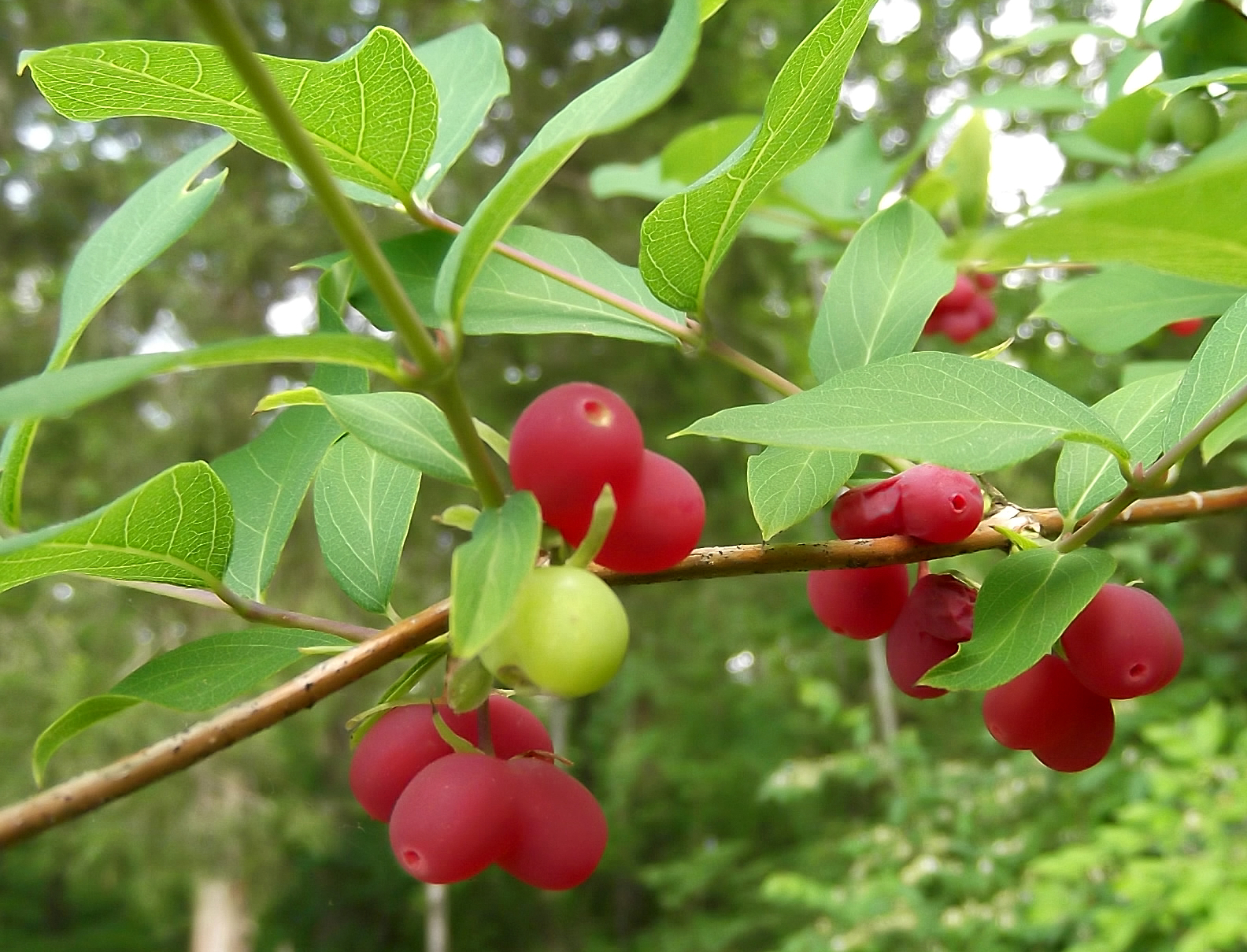
Plody